# Kamienica przy ul. Warszawskiej 8 w Toruniu
Kamienica przy ul. Warszawskiej 8 w Toruniu – kamienica położona w centrum Torunia, na rogu ulicy Warszawskiej 8 i Kazimierza Jagiellończyka 3. Główne wejście do budynku znajduje się od strony ul. Warszawskiej. Budynek figuruje w Gminnej Ewidencji Zabytków (nr 2133).
Kamienica była budowana w latach 1897–1898. W 1925 roku do kamienicy wprowadziła się Halina Krzeszowska ps. „Ludmiła” wraz z rodziną. W latach 1942–1945 w budynku mieścił się Sztab Komendy Okręgu Pomorze Armii Krajowej. W lokalu znajdowało się archiwum, odbywały się odprawy oficerów sztabu, szkolono członkinie Wojskowej Służby Kobiet. W 1944 roku mieściła się tu kancelaria Sztabu Okręgu Pomorze Armii Krajowej. Według wspomnień Krzysztofa Troickiego (krewnego Krzeszowskiej), mieszkanie miało dwa wejścia: od strony ul. Warszawskiej i od ul. Kazimierza Jagiellończyka. Tzw. biuro AK mieściło się w najmniejszym pokoju. W mieszkaniu znajdował się okrągły stół z jedną grubszą nogą, w którą wmontowano radio. Broń, materiały sanitarne, zapasowe i maszynę do pisania ukryto w skrytce nad drzwiami frontowymi. Przez Niemców kamienica była nazywana „Domem wdów”.
Po 1945 roku w kamienicy zamieszkał Władysław Bichniewicz wraz z żoną Zofią z Dunin-Szostakowiską i córkami Marią i Krystyną. Byli to potomkowie Ludwiki Jędrzejewiczowej, starszej siostry Fryderyka Chopina.
Staraniem Elżbiety Zawackiej, 26 września 1991 roku na fasadzie kamienicy (od strony południowej) odsłonięto tablicę informującą, że  tym budynku mieścił się Sztab Komendy Okręgu Pomorze Armii Krajowej. Tablicę zaprojektował grudziądzki artysta Ryszard Kaczor.